# Portlandia

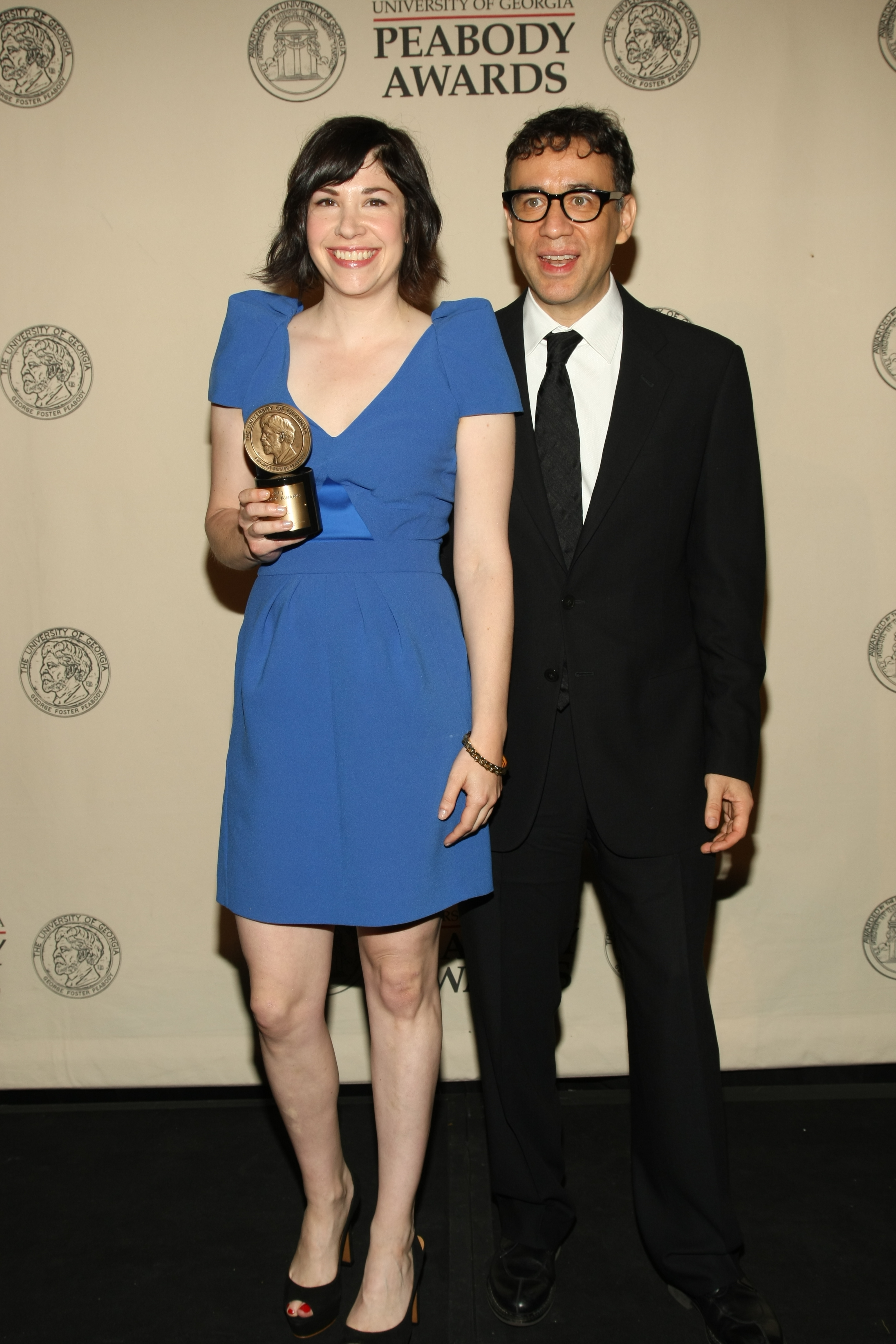
Carrie Brownstein och Fred Armisen 2012.

Portlandia är en amerikansk komediserie från 2011 skapad av Fred Armisen och Carrie Brownstein. Serien sändes i åtta säsonger och det sista avsnittet visades 22 mars 2018. Lorne Michaels är exekutiv producent.
Serien utspelar sig i miljömedvetna, konstnärstäta hippie- och hipstermeckat Portland, Oregon och består av korta sketcher varav vissa är med återkommande rollfigurer. Brownstein och Armisen började göra humoristiska kortfilmer på internet under namnet Thunderant vilket så småningom utvecklade sig till Portlandia som nu sänds på TV-kanalen IFC.
Brownstein och Armisen spelar de flesta av rollerna själva men har även tagit in flera gästskådespelare som Kyle MacLachlan, Aimee Mann, Gus Van Sant, Steve Buscemi och Selma Blair.
Portlandia tilldelades fyra Emmy Awards och nominerades till sammanlagt 22 Emmys under alla säsonger.

## Rollfigurer
- Fred och Carrie – skådespelarna utan kostymer, smink eller hårstyling. De bor tillsammans i ett hus i Portland. Deras relation till varandra i serien inspirerades av Bert och Ernies relation i Sesam.[5]
- Peter och Nance – ett allvarsamt och varmhjärtat medelålderspar. Peter stammar när han talar och är öppen till att prova nya saker, dock med viss tveksamhet; Nance ger honom fullt stöd men är ofta förnuftets röst i deras relation. De har en tendens att gå lite för långt i sina nyfunna intressen (till exempel när de vill veta ursprunget till sina frigående kycklingar, vilket slutar med att de går med i en sekt).
- Dave och Kath – ett väldigt aktivt par som verkligen ger allt när de provar nya saker, vilket brukar frambringa irritation hos vänner och ett allmänt glädjelöst resultat.
- Nina och Lance – ett par som uppvisar stereotypa könsroller. Nina, spelad av Armisen, älskar sociala medier, födelsedagar, fester och romantik; Lance, spelad av Brownstein med en elektroniskt fördjupad röst, har mustasch, är känslolös och älskar att laga bilar och åka motorcykel.
- Candace och Toni – äger den feministiska bokhandeln Women and Women First. Paret, som gestaltar andra vågens feminism, driver sin bokhandel utan bekvämligheter såsom bokstavssorterat lager eller en dator för att söka efter böcker. Kunderna får ofta ett otrevligt bemötande, bland annat för att paret inte anser dem vara tillräckligt feministiska eller för gester som triggar dem på olika sätt.
- Spike och Iris – ett hipsterpar ständigt på jakt efter sådant som är autentiskt, oupptäckt och alternativt, och samtidigt redo att släppa sådant som är "förbi".
- Bryce och Lisa – entreprenörer som startar många företag baserade på knäppa koncept. De myntade catchphrasen "put a bird on it!" i en sketch där fågelsilhuetter på olika föremål ansågs vara "konst".
- The Gutterpunks
- Portlands borgmästare (Kyle MacLachlan)

## Produktion

### Bakgrund
Brownstein och Armisen träffades första gången 2003 och började samarbeta på en serie komedisketcher på Internet 2005, ThunderAnt. Sketcherna blev alltmer Portland-centrerade, med premisser som kunde vara allt ifrån att arga gäster vid den populära Hawthorne District-restaurangen lade upp löjliga klagomål på recensionssajten Yelp till en rollfigurs katastrofala enmansframträdande vid Hollywood Theatre i stan.
I juli 2009 pitchade duon sin idé om en fullfjädrad sketchkomedi för IFC och Lorne Michaels produktionsbolag Broadway Video, varpå projektet snabbt godkändes. En del av innehållet i Portlandia visades först i webbserien; sketchen med den feministiska bokhandeln "Women & Women First" och dess ägare, Toni och Candice, kom därifrån. Bokhandeln är filmad inne i en verklig icke-kommersiell feministisk bokhandel/evencenter i Portland som heter In Other Words.

### Inspelning
Serien utspelar sig i och är filmad i Portland. Produktionen av den första säsongen, som bestod av sex avsnitt, inleddes i augusti 2010 och avslutades i september 2010. Budgeten för första säsongen låg på mindre än 1 miljon dollar. Tillsammans med Allison Silverman, tidigare manusförfattare och chefsproducent för The Colbert Report, och Portlandias regissör Jonathan Krisel, skrev Armisen och Brownstein sketcherna till de sex första avsnitten. Chefsproducent var Lorne Michaels.

## Mottagande
Portlandia hade premiär på IFC den 21 januari 2011. IFC "hurrade" över det första avsnittets tittarsiffror på 263 000; med repriser och tre dagars DVR-visningar hade siffrorna ökat till 725 000, vilket inte inkluderar de cirka 500 000 förhandsvisningarna online på IFC.com, Hulu och Youtube innan den officiella IFC-premiären.